# Macadam Baby
Pour plus de détails, voir Fiche technique et Distribution.
Macadam Baby est une 
comédie romantique réalisée par Patrick Bossard. Tourné en 2012 à Paris et en Normandie, il a été montré en festival en 2013 puis est sorti en salles en 2014.

## Fiche technique
- Titre : Macadam Baby
- Réalisation : Patrick Bossard
- Scénario : Patrick Bossard
- Musique : Mathieu Lamboley
- Photographie : Christophe Larue
- Son : Stéphane Gessat
- Montage : Pascal Gontier
- Montage Son : Nicolas Régent
- Mixage : Eric Munch
- Production : Eric Porcher
- Sociétés de production : Alterego et Wabisabi Films
- Société de distribution : Kanibal Distribution
- Pays d'origine :  France
- Langue originale : français
- Genre : comédie romantique
- Durée : 97 minutes
- Dates de sortie :
  - France : 12 juin 2013 (festival de Cabourg) ; 12 février 2014 (sortie nationale)

## Distribution
- François Civil : Thomas
- Camille Claris : Julie
- Arthur Dupont : Jérémy
- Arthur Jugnot : Grégoire, le frère de Thomas
- Arsène Mosca : Marco
- Christine Pignet : la mère de Thomas
- Antoine Coesens : le père de Thomas
- Jacqueline Danno : la grand-mère de Jérémy
- Gaëlle Billaut-Danno : la mère de Julie
- Pierre Aussedat : Lagrange, l'éditeur
- Elef Zack : Tony
- Kamel Laadaili : Karim
- Diane Dassigny : la première copine de Jérémy
- Gwendolyn Gourvenec : Delphine
- Julie Nicolet : Corinne
- Laurence Porteil : la femme au chien
- Laurent Klug : le policier à l'accueil
- Jérôme L'Hotsky : l'officier de police
- Emmanuel Bonami : le policier de la garde à vue